# Лучивнянские говоры

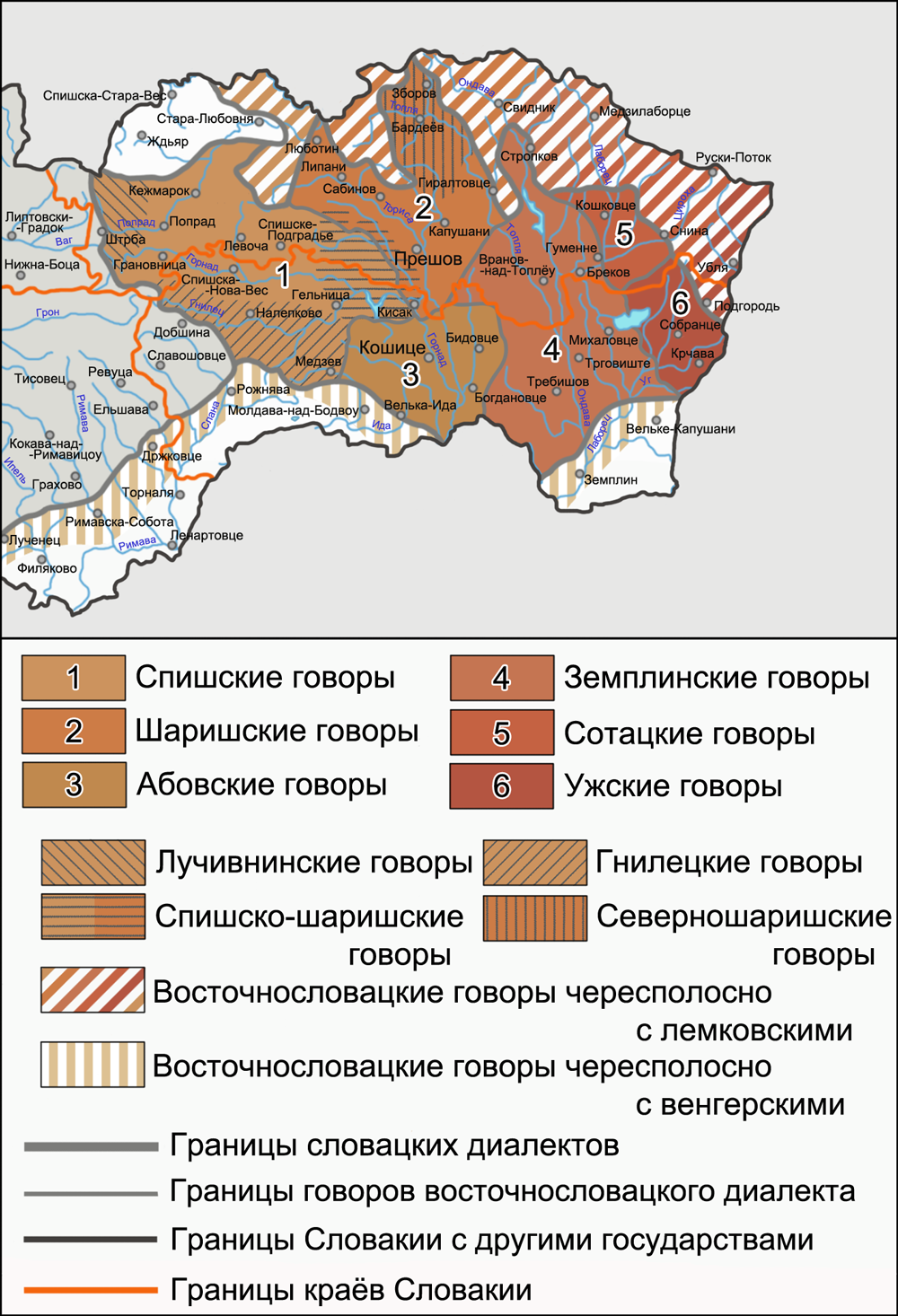
Лучивнянские говоры на карте восточнословацкого диалекта

Лу́чивнянские го́воры (словац. lučivnianske nárečie) — говоры восточнословацкого диалекта, распространённые в северо-западной части восточнословацкого языкового ареала в окрестностях села Лучивна (Lučivná) в районе Попрад Прешовского края. Являются частью спишской группы говоров. Представляют собой переходную диалектную область от говоров среднесловацкого к говорам восточнословацкого диалекта.
Диалектные особенности лучивнянских говоров отмечались в работах ряда словацких диалектологов, в частности Й. Лишкой (J. Liška) и Ф. Буффой (F. Buffa), как отдельная диалектная единица в рамках более крупной спишской группы лучивнянские говоры выделены на диалектологической карте в «Атласе словацкого языка» (Atlas slovenského jazyka), составленной под редакцией Й. Штольца (J. Štolc).

## Область распространения
Лучивнянские говоры размещены на границе с восточными липтовскими говорами среднесловацкого диалекта в северо-западной части ареала спишской группы говоров и в крайне северо-западной периферийной части ареала всего восточнословацкого диалекта. Территория распространения лучивнянских говоров представляет собой предгорные и горные районы южных склонов Татр в верхнем течении реки Попрад, она включает несколько сёл района Попрад Прешовского края: Батизовце (Batizovce), Герлахов (Gerlachov), Лучивна, Менгусовце (Mengusovce) и Штуоля (Štôla). С севера в районе границы Словакии с Польшей к ареалу лучивнянских говоров примыкает ареал спишских говоров гуралей, относящихся к малопольскому диалекту, с востока к лучивнянским говорам примыкает ареал западных спишских говоров восточнословацкого диалекта.

## Особенности говоров
Область распространения лучивнянских говоров пересекается пучком изоглосс диалектных черт среднесловацкого диалекта. В число таких специфических среднесловацких черт, встречающихся в лучивнянских говорах, входят:
1. Наличие дифтонгов, отсутствующих в остальных восточнословацких говорах.
2. Слоговые [r̥] и [l̥] (vrch «гора», «верх», slnko «солнце» и т. п.) на месте восточнословацких сочетаний плавных с гласным типа /ar/, /er/, /ri/, /al/, /ol/, /lu/ и прочих (verch, slunko и т. п.).
3. Сочетания raT-, laT- из праславянских *orT-, *olT- не под акутовым ударением (rakita «ракита», rasnem, lakec «локоть»). В восточнословацком диалекте представлены сочетания raT-, laT- (rokita, rośňem, lokec).
4. Окончание -ia в именительном падеже единственного числа существительных среднего рода (žicia, stvorenia), противопоставленное окончанию -e в восточнословацких говорах (žice, stvorene).
5. Окончание -o прилагательных среднего рода в форме именительного падежа единственного числа (dobro dzecko), противопоставленное окончанию -e в восточнословацких говорах (dobre dzecko).

Несмотря на некоторое сходство со среднесловацкими говорами, лучивнянские говоры характеризуются такими яркими восточнословацкими чертами, как:
1. Отсутствие оппозиции долгих и кратких гласных.
2. Изменение мягких согласных /t’/ и /d’/ в [c], [dz].
3. Ударение, падающее на предпоследний слог и другие черты.

Помимо языковых явлений, присущих восточнословацкому диалекту в целом, лучивнянские говоры характеризуются многими явлениями спишской группы говоров.